# Великая ассиза
Великая ассиза или Большая ассиза (лат. Magna Assisa) — законодательный акт средневековой Англии, содержавший инструкции для расследования королевскими судами имущественных тяжб, относящихся к королевской юрисдикции. Текст ассизы не сохранился, время её принятия достоверно не известно, считается, что ассиза была издана королём Генрихом II около 1179 года. О содержании Великой ассизы известно благодаря Трактату о законах и обычаях королевства Английского, написанному между 1187 и 1189 годами, предположительно, главным юстициарием Англии Ранульфом де Гленвилем. Ассиза ввела альтернативный судебному поединку порядок разрешения королевскими судами тяжб о правах на свободные земельные держания.

## Предпосылки и принятие
Принятие Великой (или Большой) ассизы (лат. Magna Assisa) стало закономерным этапом реформы английского судопроизводства, осуществлённой в период правления короля Генриха II Плантагенета с целью расширения юрисдикции королевских судов, в том числе, в гражданско-правовой сфере. До проведения этой реформы большинство судебных тяжб в Англии разрешалось местными судами — собраниями графств и сотен или манориальными куриями лордов соответствующих маноров. Земельные тяжбы обычно рассматривались в суде того манора, на территории которого находился спорный участок земли, а сам суд возглавлял лорд этого манора, который зачастую сам и являлся ответчиком по рассматриваемому делу, незаконно отнявшим земельный участок у своего вассала или арендатора. Королевская курия теоретически могла рассмотреть по существу любое дело, что происходило либо в каких то исключительных случаях, либо в порядке пересмотра решений местных судов. Созданная Генрихом II к 1179 году система разъездных судов, в юрисдикцию которых было передано рассмотрение большинства уголовных дел и гражданских тяжб, функционировала на основе нового типа судебного расследования — инквизиционного процесса, известного ещё из римского права. Рассмотрение дел в разъездных королевских судах проходило при письменном ведении протокола и базировалось на показаниях жюри присяжных, сформированного из заслуживающих доверия местных жителей. Этот тип судебного процесса был исключительной привилегией королевских судов. Новые формы гражданского судопроизводства закреплялись королём в специальных ассизах, регулировавших порядок рассмотрения отдельных категорий имущественных споров, — так называемых «малых владельческих ассизах» (ассиза «О новом захвате», ассиза «О смерти предшественника» и другие). Развитие системы разъездных судов потребовало принятия более универсальных процессуальных правил, применимых к более широкой категории имущественных тяжб. Именно с этой целью была принята Великая ассиза, применение которой не зависело от того, как, когда и где были нарушены права истца.
«Английское судопроизводство этой эпохи не являлось рассмотрением дела по существу, а носило строго формалистический и сакральный характер и было более похоже на драматическое представление чем на то, что мы понимаем под судом»
До принятия новых правил гражданского судопроизводства, закреплённых в ассизах Генриха II, порядок рассмотрения дел в местных судах Англии мало способствовавший действительному установлению истины по делу. Главными процессуальными средствами доказывания в этом судопроизводстве были торжественные клятвы, которые произносили не только истец и ответчик, но и их соприсяжники, которые своей «очистительной клятвой» должны были подкреплять истинность клятв сторон судебного разбирательства. Малейшая запинка при произнесении клятв расценивалась в качестве бесспорного доказательства неправоты соответствующей стороны. Когда не удавалось установить истину при помощи произнесения клятв, судьи прибегали к ордалиям основной формой которых при рассмотрении земельных споров был судебный поединок (bellum), получивший распространение в Англии после нормандского завоевания 1066 года. Великая ассиза дала свободным держателям (фригольдерам) альтернативный способ защитить свои земельные права в королевском суде с участием жюри присяжных, минуя местные суды с применением судебного поединка.
Год принятия королём Генрихом II Великой ассизы достоверно неизвестен, исследователи (к примеру, Дж. Т. Эплби) датируют её 1179 годом. Не сохранилось и официального текста этого законодательного акта — о содержании ассизы нам известно из Трактата о законах и обычаях королевства Английского, написанного между 1187 и 1189 годами главным юстициарием Англии, авторство которого приписывается известному английскому юристу конца XII века, Ранульфу де Гленвилю.

## Содержание
«Эта ассиза является упомянутой королевской милостью, пожалованной народу великодушным королём по совету своих магнатов, которой проявляется забота о спасении человеческой жизни и гражданских прав, так, чтобы все те, кто желает сохранить за собою права на землю, которой они владеют как свободным держанием, могли избежать судебного поединка, имеющего двусмысленный исход»
Положения Великой ассизы содержатся в Книге II Трактата о законах и обычаях королевства Английского (далее — Трактат). Раздел 13 Книги II Трактата определяет перечень судебных тяжб, которые подлежат рассмотрению в порядке, определённом Великой ассизой, — это споры о земле, о повинностях за держание земли, о чрезмерном завышении этих повинностей и о праве распределять церковный приход. По правилам ассизы могли рассматриваться указанные тяжбы как между держателем фригольда и третьим лицом, так и между держателем и его лордом (сеньором).
Разделы 1—5 Книги II Трактата описывают процесс предъявления и содержание имущественного иска в отношении свободного земельного держания (фригольда), основания осмотра спорного земельного участка и порядок проведения судебного поединка, а также содержат образцы королевских приказов о проведении осмотра земли и о введении во владение, после того как поединок состоялся. Раздел 3 Книги II Трактата предусматривает, что после того как судом будут заслушаны исковые требования, ответчику предоставляется право выбора — «или защитить себя от истца поединком, или положить себя на ассизу господина короля и добиваться проведения расследования о том, какая из сторон имеет больше прав на землю». При этом оговаривается, что если ответчик выбирает судебный поединок, он лишается возможности в дальнейшем «положить себя на ассизу». Решение держателя-ответчика о рассмотрении его дела в порядке, предусмотренном Великой ассизой, влекло за собой получение королевского приказа о прекращении рассмотрения иска в местном (манориальном) суде, после чего дело передавалось на рассмотрение в королевский суд (чаще всего в разъездной).
Раздел 6 Книги II Трактата давал истцу право согласиться на рассмотрение его иска по правилам Великой ассизы или привести королевскому суду причины невозможности применения Великой ассизы к данному делу. Основной причиной, препятствовавшей рассмотрению тяжбы по Великой ассизе, являлось наличие у истца и ответчика общего предка-наследодателя и, как следствие, наличие у каждого из них определённых наследственных прав в отношении спорного участка земли. Если истец заявлял в суде о наличии у него общего с ответчиком предка, рассмотрение дела в порядке Великой ассизы прекращалось и начиналось судебное расследование, направленное на выяснение наличия и степени родства сторон спора с наследодателем и, соответственно, выявление наиболее законного наследника (попутно выяснялась и действительность прав самого наследодателя на спорное имущество). В случае же, если истец соглашался на рассмотрение иска по правилам Великой ассизы и «в прямой форме сказал это судьям, заседающим в скамье», он лишался права в дальнейшем отказаться от рассмотрения дела по указанным правилам и требовать проведения судебного поединка.
Королевский приказ, которым прекращалось рассмотрение иска в местном суде, назывался «приказом о мире» и испрашивался ответчиком. Этим приказом фактически отменялся ранее выданный королевский приказ, на основании которого истец инициировал первоначальное судебное рассмотрение дела. В разделах 8—9 Книги II Трактата содержатся образцы «приказом о мире», один из которых касался тяжб о земельных участках, второй — тяжб между лордом манора и его вассалом-держателем относительно повинностей, установленных за держание земельного участка. «Приказ о мире» действовал до тех пор, пока истец не получал королевский приказ о рассмотрении его иска по правилам Великой ассизы, образец которого приведён в разделе 11 Книги II Трактата. Данным приказом король предписывал шерифу соответствующего графства вызвать в суд четырёх полноправных рыцарей из ближайших к спорному держанию окрестностей. Данные рыцари, прибыв к королевским судьям к установленной дате, должны были под присягой избрать других двенадцать полноправных рыцарей из тех же близлежащих окрестностей, которые «наилучшим образом знали истину по делу» и могли в присутствии ответчика показать под присягой, кто из сторон тяжбы имеет больше прав на спорный участок земли. Имена четырёх рыцарей, избравших жюри из двенадцати присяжных, заносились в указанный королевский приказ. Ответчик имел право заявить суду обоснованные возражения против одного или нескольких присяжных, основания для принятия возражений к присяжным были аналогичны основаниям отклонения свидетелей по каноническому праву. Образец аналогичного приказа, специально предусмотренного для рассмотрения по нормам Великой ассизы земельной тяжбы между держателем и его лордом, содержится в разделе 7 Книги IX Трактата, посвящённой принесению оммажа и уплате рельефа.
Выбранные двенадцать присяжных рыцарей вызывались в суд к назначенной дате рассмотрения дела шерифом в соответствии со специальным королевским приказом, образец которого приведён в разделе 15 Книги II Трактата. Согласно этому же приказу шериф вызывал для участия в рассмотрении дела и ответчика. В заседании суда двенадцать явившихся рыцарей должны были под присягой заявить, кто из сторон тяжбы — истец или ответчик — обладает большими законными правами в отношении предмета спора. На основании этого вердикта жюри присяжных королевский суд выносил окончательное решение по делу. При этом, согласно разделу 17 Книги II Трактата, если в ходе судебного заседания выяснится, что либо все присяжные, либо часть их не знают истины по делу, следует заменить несведущих по делу присяжных и менять их до тех пор, пока в заседании суда не наберётся, по крайней мере, двенадцать присяжных рыцарей, обладающих достоверными сведениями по делу. Если же одна часть присяжных давала показания в пользу правоты истца, а другая часть — в пользу ответчика, следовало вызывать в суд дополнительных присяжных до тех пор, пока минимум двенадцать из них не станут свидетельствовать в пользу одной из сторон тяжбы. От присяжных требовались показания по сути спора, «из того, что они непосредственно сами видели и слышали или из утверждений своих отцов, сделанных ими при таких обстоятельствах, что они не могут не поверить им как если бы сами слышали и видели». Раздел 19 Книги II предусматривает наказание за лжесвидетельство присяжных: конфискация в пользу короля всего «движимого имущества и личного добра» и тюремное заключение на срок не менее года, а также пожизненное лишение права выступать в качестве свидетеля и присяжного, в результате чего виновные будут «справедливо нести на себе постоянное клеймо позора».
«Когда все двенадцать рыцарей уверены в истине по делу, следует провести расследование... Если они объявляют, что держатель имеет больше прав в этом деле,... то суд должен постановить отпустить держателя, освободив его навсегда от притязаний истца; вследствие этого, истец фактически не должен никогда вновь разбирать в суде это дело. Поскольку решение судебного спора принято по всем правилам согласно великой ассизе, то у господина короля нет причин вновь возобновлять его в будущем»
Согласно разделу 18 Книги II Трактата, если присяжные заявляли, что больше законных прав на спорный участок земли имеет держатель-ответчик, суд должен был навсегда освободить его от притязаний истца, в результате чего истец лишался возможности в дальнейшем повторно обратиться в суд с тем же иском. Если же жюри присяжных объявляло, что больше прав на предмет спора имеет истец, то суд лишал держателя спорного земельного участка и присуждал передать участок истцу «со всеми плодами и доходами». На основании данного решения суда истец должен был обратиться за выдачей королевского приказа о передаче ему права владения искомым участком земли. Получив данный приказ, истец обращался к шерифу соответствующего графства, который и вводил его во владение данным земельным участком.